# Sedico
Sedico là một đô thị ở tỉnh Belluno trong vùng Veneto, có vị trí cách khoảng 80 km về phía bắc của Venice và khoảng 9 km về phía tây của Belluno. Tại thời điểm ngày 31 tháng 12 năm 2004, đô thị này có dân số 9.143 và diện tích 91,4 km².
Sedico giáp các đô thị: Belluno, Gosaldo, La Valle Agordina, Limana, Longarone, Mel, Rivamonte Agordino, Santa Giustina, Sospirolo, Trichiana.